# Jones-Collins Astoria Hot Eight
Jones-Collins Astoria Hot Eight was een Amerikaanse jazzband.

## Bezetting
- Lee Collins (kornet)
- David Jones (tenorsaxofoon)
- Nat Story (trombone, speelde niet op de opname)
- Big Eye Louis Nelson (klarinet, speelde niet op de opname)
- Sidney Arodin (klarinet, vervanger van Nelson bij de opnamesessie)

- Theodore Purnell (altsaxofoon)
- Joseph Robichaux (piano)
- Emanuel Sayles (banjo)
- Al Morgan (contrabas)
- Joe Strode (Joe Stouger) (drums)

## Geschiedenis
De Jones & Collins Astoria Hot Eight werden geleid door Lee Collins en David Jones. De naam was afkomstig van de danszaal Astoria Gardens in de Rampart Street in New Orleans, waar ze de huisband waren in 1928 en 1929. De band herbergde een aantal bekende dixieland-muzikanten tijdens zijn relatief kort bestaan.
De band nam slechts een keer op in een sessie in de Italian Hall in New Orleans op 15 november 1929. Er werden vier kanten uitgebracht van deze sessies: Astoria Strut / Duet Stomp bij Victor Records en Damp Weather / Tip Easy Blues bij Bluebird Records. Andere opnamen van Damp Weather en Tip Easy Blues bleven bewaard om tientallen jaren later te worden uitgebracht.